# 克容布县
克容布县是越南多乐省下辖的一个县。

## 地理
克容布县北接亚赫辽县，南接芃湖市社，东接克容囊县，西接格姆阿县。

## 历史
2008年12月23日，统一社部分区域划归亚博朗社、平顺社和居包社管辖，亚博朗社部分区域划归亚低社管辖；以团结社、统一社、亚仙社、平顺社、亚热容社、居包社、芃湖市镇1市镇6社和亚博朗社、亚低社2社部分区域析置芃湖市社。
2023年2月13日，越南国会常务委员会通过决议，自2023年4月10日起，崩热让改制为崩热让市镇。

## 行政区划
克容布县下辖1市镇6社，县莅诸克博社。
- 崩热让市镇（Thị trấn Pơng Drang）
- 诸克博社（Xã Chư Kbô）
- 格内社（Xã Cư Né）
- 格崩社（Xã Cư Pơng）
- 亚埃社（Xã Ea Ngai）
- 亚仙社（Xã Ea Sin）
- 新立社（Xã Tân Lập）